# Мартыново (Владимирская область)
Мартыново — деревня в Муромском районе Владимирской области России, входит в состав Борисоглебского сельского поселения.

## География
Деревня расположена близ поймы реки Оки в 43 км на северо-восток от центра поселения села Борисоглеб и в 56 км на северо-восток от райцентра города Муром.

## История
В окладных книгах 1678 года деревня входила в состав Боровицкого прихода, в ней было 12 дворов крестьянских. 
В конце XIX — начале XX века деревня входила в состав Боровицкой волости Гороховецкого уезда, с 1926 года — в составе Фоминской волости Муромского уезда. В 1859 году в деревне числилось 37 дворов, в 1905 году — 24 двора, в 1926 году — 33 двора.
С 1929 года деревня входила в состав Боровицкого сельсовета Фоминского района Горьковского края, с 1944 года — в составе Владимирской области, с 1954 года — в составе Красноборского сельсовета, с 1959 года — в составе Муромского района, с 1977 года — в составе Польцовского сельсовета, с 2005 года — в составе Борисоглебского сельского поселения.

## Население
| 1859 | 1905 | 1926 | 2002 | 2010 | 2021 |
| ---- | ---- | ---- | ---- | ---- | ---- |
| 301  | ↘164 | ↗177 | ↘15  | ↘11  | ↘4   |